# Santa Margherita di Valsolda
Santa Margherita di Valsolda è una frazione del comune italiano di Valsolda.

## Storia
Santa Margherita, che nel XVII secolo era utilizzato come lazzaretto per gli appestati, era in origine raggiungibile solo via lago.
Tra il 1907 e il 1977 l'accesso alla frazione (formata da un piccolo nucleo di case, alcune ville a lago, qualche cantina, una chiesa e due caserme della Guardia di Finanza) era possibile anche via terra, attraverso una funicolare in collegamento con Lanzo d'Intelvi.

## Monumenti e luoghi d'interesse

### Architetture religiose
- Chiesa di Santa Margherita[3][4]

### Architetture civili
- Resti della funicolare Santa Margherita-Lanzo[5].
- Ruderi di una caserma della Guardia di Finanza, comprensivi di un edificio con facciata con due affreschi e, a lato dell'edificio, di una torretta[2].

## Infrastrutture e trasporti
Dal 1907 al 1977 è stata attiva una funicolare che univa Santa Margherita al comune intelvese di Lanzo d'Intelvi; nell'attuale territorio comunale sorgeva la stazione della funicolare, che fungeva da capolinea.